# 偰眉寿
偰 眉寿（せつ びじゅ、1359年 - 1415年）は、ウイグル族出身の高麗の文官。慶州偰氏の始祖偰文質の孫である偰遜の五男。高麗の恭愍王時代に文科に及第、李氏朝鮮時代に礼曹判書まで登りつめた。長兄は恭愍王11年に文科に及第、判三司事を務めた偰長寿。兄の偰慶寿も、恭愍王の時代に文科に及第した。甥（偰慶寿の子）の偰循は、李氏朝鮮の太宗の時代に文科に及第し、世宗の時代に集賢殿副提学を務めた。

## 家族
- 曾祖父：偰文質
- 祖父：偰哲篤
- 父：偰遜
- 兄：偰長寿
- 兄：偰延寿
- 兄：偰福寿
- 兄：偰慶寿
- 甥：偰循